# نورمان أبرامسون
نورمان مانويل أبرامسون ((بالإنجليزية: Norman Abramson)‏؛ ولد في 1 أبريل 1932) هو مهندس وعالم حاسوب أمريكي يهودي اشتهر بتطويره لنظام ألوهانت لاتصالات الكمبيوتر اللاسلكية.